# Acraea bukoba
Acraea bukoba är en fjärilsart som beskrevs av Gustav Weymer 1903. Acraea bukoba ingår i släktet Acraea och familjen praktfjärilar. Inga underarter finns listade i Catalogue of Life.